# وصمة عار (مسلسل)
مسلسل وصمة عار هو من المسلسلات السورية أنتج عام 2008، يطرح قضايا اجتماعية

## الممثلين
- قصي خولي
- خالد تاجا
- باسم ياخور
- جومانا مراد
- جهاد سعد
- نادين سلامة
- غزوان الصفدي
- لورا أبو أسعد
- خليل لطيف
- طارق مرعشلي
- نوار بلبل
- علاء الزعبي
- يحيى بيازي
- ميرنا شلفون
- سعد لوستان
- رهام عزيز
- ماهر شقرا

بالاشتراك مع :
- أماني الحكيم
- تولين البكري
- ناهد حلبي
- فاروق الجمعات

ضيوف المسلسل :
- وضاح حلوم

وغيرهم ...